# One Dimensional Man (album)
One Dimensional Man è l'album di debutto dell'omonimo gruppo, pubblicato nel Maggio del 1997. Dall'uscita del disco fino alla fine del 1998 la band ha suonato in più di cento concerti tra Italia, Slovenia, Croazia, Repubblica Ceca e Repubblica Slovacca.

## Tracce
1. Your Wine – 2:13
2. Guts – 2:17
3. Sneak Away – 2:57
4. Best Friend – 2:57
5. Marianne – 1:57
6. Babe – 4:22
7. The Flying Bird – 3:05
8. Amphetamine, Sex & Other Commodities – 2:57
9. Bullies – 2:45
10. He Ain't the Same Man – 3:13
11. Method in Madness – 6:35
12. Girl – 4:46
13. The Last Month's Rent – 4:14

## Formazione
- Pierpaolo Capovilla - voce, basso
- Massimo Sartor - chitarra
- Dario Perissutti - batteria